# Maron (Meurthe i Mosel·la)
Maron és un municipi francès situat al departament de Meurthe i Mosel·la i a la regió del Gran Est. L'any 2007 tenia 830 habitants.

## Demografia

### Població
El 2007 la població de fet de Maron era de 830 persones. Hi havia 332 famílies, de les quals 68 eren unipersonals (40 homes vivint sols i 28 dones vivint soles), 132 parelles sense fills, 108 parelles amb fills i 24 famílies monoparentals amb fills.
La població ha evolucionat segons el següent gràfic:
Habitants censats

### Habitatges
El 2007 hi havia 393 habitatges, 336 eren l'habitatge principal de la família, 33 eren segones residències i 24 estaven desocupats. 352 eren cases i 36 eren apartaments. Dels 336 habitatges principals, 273 estaven ocupats pels seus propietaris, 52 estaven llogats i ocupats pels llogaters i 11 estaven cedits a títol gratuït; 1 tenia una cambra, 12 en tenien dues, 49 en tenien tres, 75 en tenien quatre i 199 en tenien cinc o més. 237 habitatges disposaven pel capbaix d'una plaça de pàrquing. A 136 habitatges hi havia un automòbil i a 175 n'hi havia dos o més.

### Piràmide de població
La piràmide de població per edats i sexe el 2009 era:
| Homes | Edats   | Dones |
| ----- | ------- | ----- |
| 0     | 95 o +  | 0     |
| 0     | 90 a 94 | 4     |
| 0     | 85 a 89 | 0     |
| 8     | 80 a 84 | 8     |
| 4     | 75 a 79 | 16    |
| 12    | 70 a 74 | 8     |
| 16    | 65 a 69 | 44    |
| 20    | 60 a 64 | 24    |
| 12    | 55 a 59 | 4     |
| 36    | 50 a 54 | 28    |
| 24    | 45 a 49 | 28    |
| 52    | 40 a 44 | 32    |
| 40    | 35 a 39 | 52    |
| 20    | 30 a 34 | 28    |
| 20    | 25 a 29 | 24    |
| 8     | 20 a 24 | 24    |
| 28    | 15 a 19 | 20    |
| 28    | 10 a 14 | 20    |
| 48    | 5 a 9   | 28    |
| 24    | 0 a 4   | 40    |

## Economia
El 2007 la població en edat de treballar era de 556 persones, 426 eren actives i 130 eren inactives. De les 426 persones actives 398 estaven ocupades (207 homes i 191 dones) i 28 estaven aturades (12 homes i 16 dones). De les 130 persones inactives 48 estaven jubilades, 51 estaven estudiant i 31 estaven classificades com a «altres inactius».

### Ingressos
El 2009 a Maron hi havia 341 unitats fiscals que integraven 841 persones, la mediana anual d'ingressos fiscals per persona era de 21.356 €.

### Activitats econòmiques
Dels 19 establiments que hi havia el 2007, 1 era d'una empresa alimentària, 1 d'una empresa de construcció, 3 d'empreses de comerç i reparació d'automòbils, 3 d'empreses de transport, 4 d'empreses d'hostatgeria i restauració, 1 d'una empresa d'informació i comunicació, 3 d'empreses immobiliàries, 2 d'empreses de serveis i 1 d'una empresa classificada com a «altres activitats de serveis».
Dels 5 establiments de servei als particulars que hi havia el 2009, 1 era una lampisteria, 1 perruqueria i 3 restaurants.
L'únic establiment comercial que hi havia el 2009 era una fleca.

## Equipaments sanitaris i escolars
El 2009 hi havia una escola maternal integrada dins d'un grup escolar amb les comunes properes formant una escola dispersa.

## Poblacions més properes
El següent diagrama mostra les poblacions més properes.